# Djarum

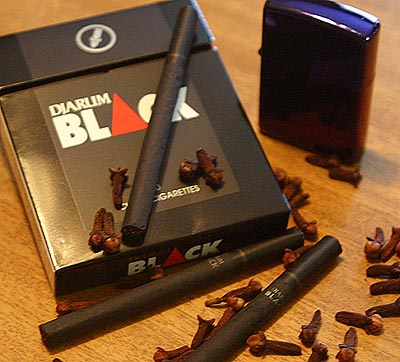
Djarum Black

Djarum (Джару́м, буквально — «игла») — индонезийская компания, производящая сигареты кретек с использованием более 20 местных сортов табака, гвоздики и различных ароматизаторов.

## История
Основана в 1954 году в городе Кудус (Центральная Ява). С 1970 года поставляет продукцию на международные рынки.
Один из ведущих производителей кретека в мире. Линейка продукции включает более 20 наименований, в том числе Djarum Black, Djarum Cherry, Djarum Vanilla, Djarum Menthol, Djarum ice.
По состоянию на 2009 год 23 % продукции реализуется на индонезийском рынке, 77 % экспортируется. Основные импортёры — страны АСЕАН, Австралия, Канада, Япония, Польша, Нидерланды, Бельгия, Саудовская Аравия.
Компании принадлежит несколько десятков фабрик в различных городах Индонезии.